# Maciej Żurkowski
Maciej Żurkowski (ur. 4 sierpnia 1932, zm. 23 października 2024) – polski uczony, profesor specjalizujący się w cytogenetyce, genetyce zwierząt, oraz immunogenetyce. Członek korespondent krajowy Polskiej Akademii Nauk od 1989 rok, członek rzeczywisty tej instytucji od 1998 roku. Prowadził badania polegające na zastosowaniu reakcji łańcuchowej polimerazy (metody PCR) w celu poznania genomu zwierzęcego. Wiązało się z tym mapowanie genów u świń oraz identyfikacja genu warunkującego podatność na stres oraz obniżoną odporność u bydła i świń.